# Gui Jiang
Gui Jiang (chiń. 桂江; pinyin Guì Jiāng) – rzeka w południowych Chinach, dopływ Xi Jiang. Jej długość wynosi 437 km.
Źródło Gui Jiang znajduje się w górach Mao’er Shan (猫儿山) w północnej części regionu autonomicznego Kuangsi. Rzeka płynie w kierunku południowym, przepływa przez Guilin, Yongshou oraz Pingle i uchodzi do Xi Jiang w mieście Wuzhou. W górnym biegu rzeka nosi nazwę Li Jiang. Poziom wód różni się w zależności od pory roku; przy wysokim poziomie Gui Jiang jest żeglowna dla niewielkich dżonek aż do Guilinu. Występują niebezpieczne bystrza. Rzeka jest wykorzystywana do transportu drewna.
Na północ od Guilinu znajduje się starożytny kanał Lingqu, który łączy Gui Jiang z Xiang Jiang.

## Zobacz też

Gui Jiang
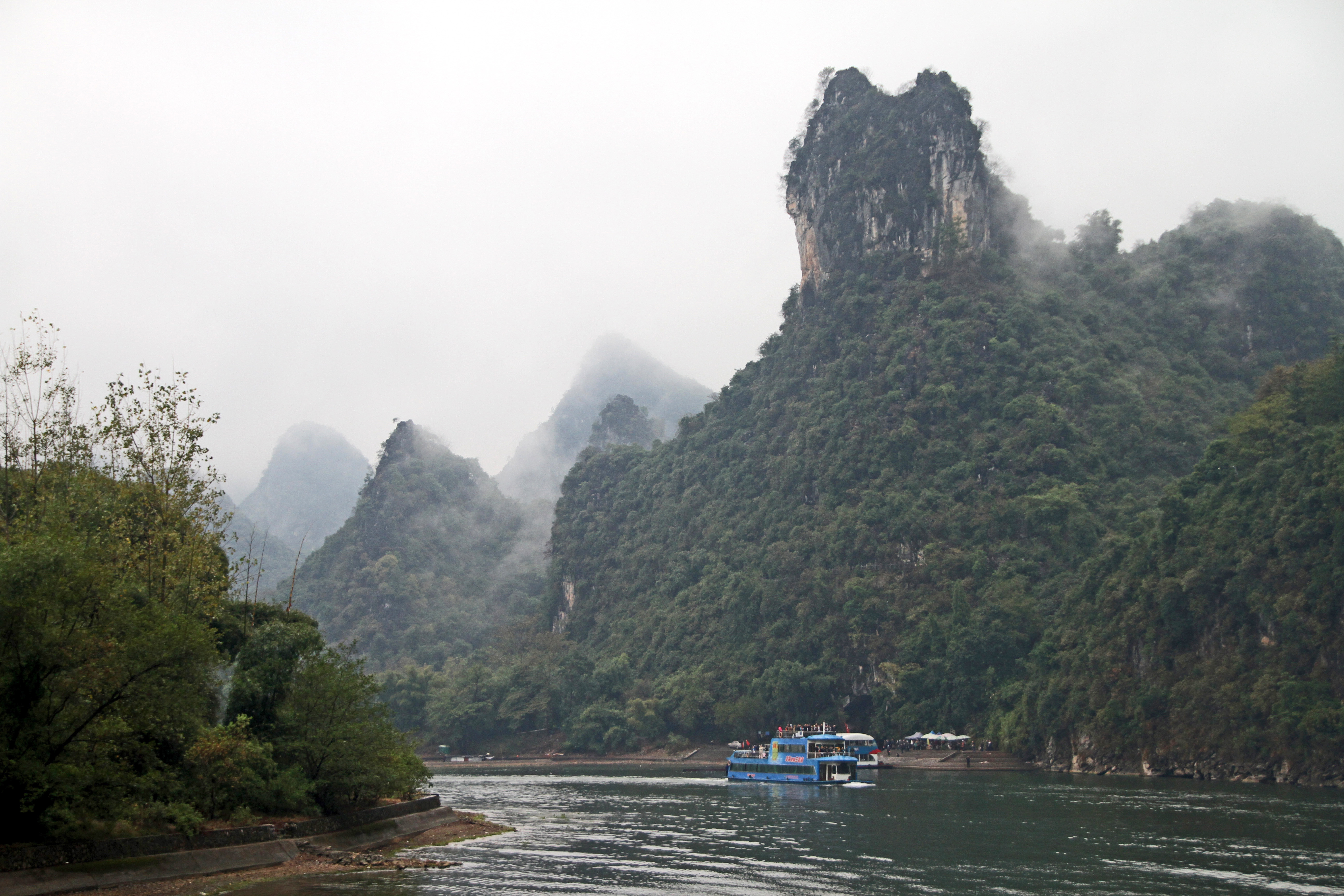
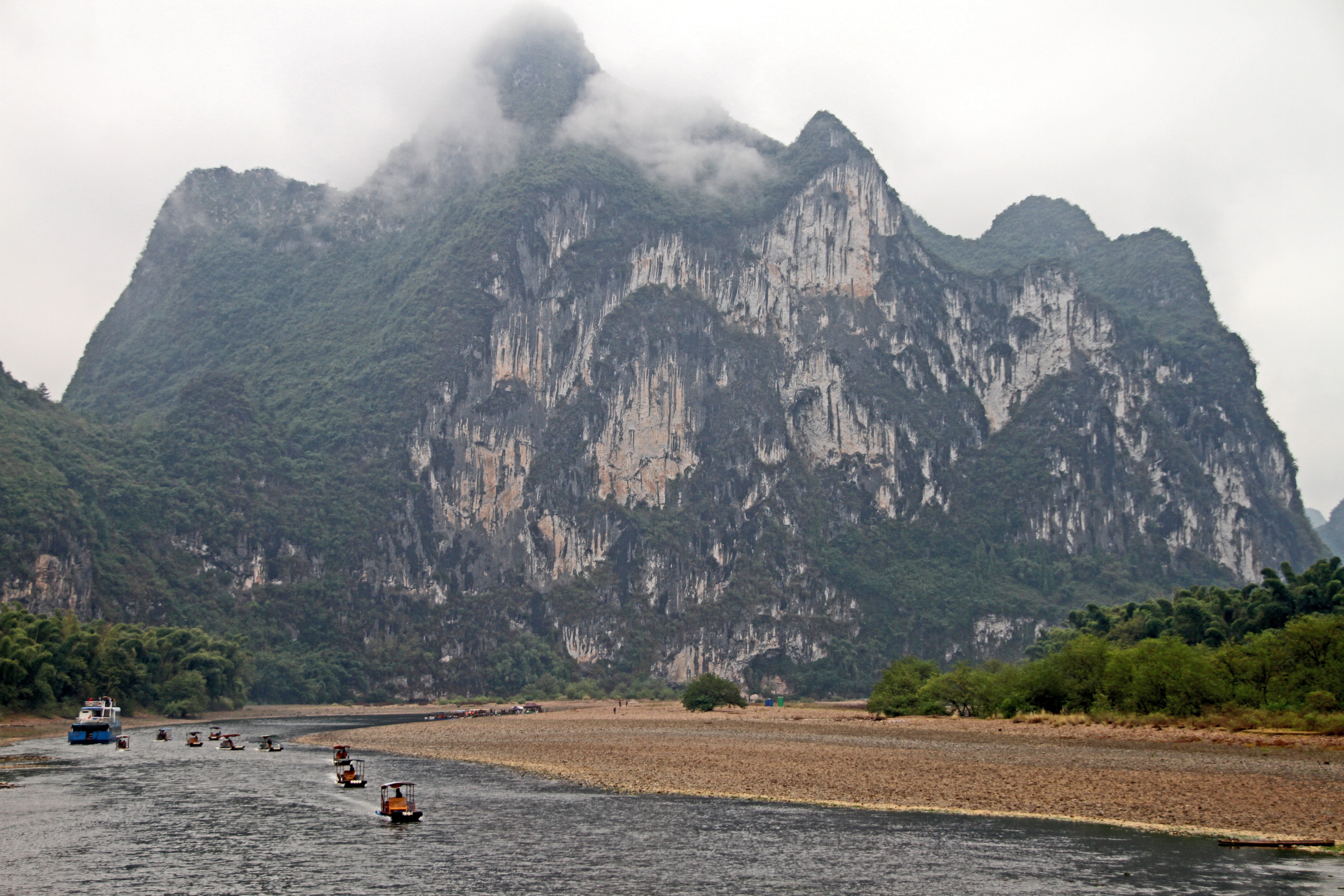
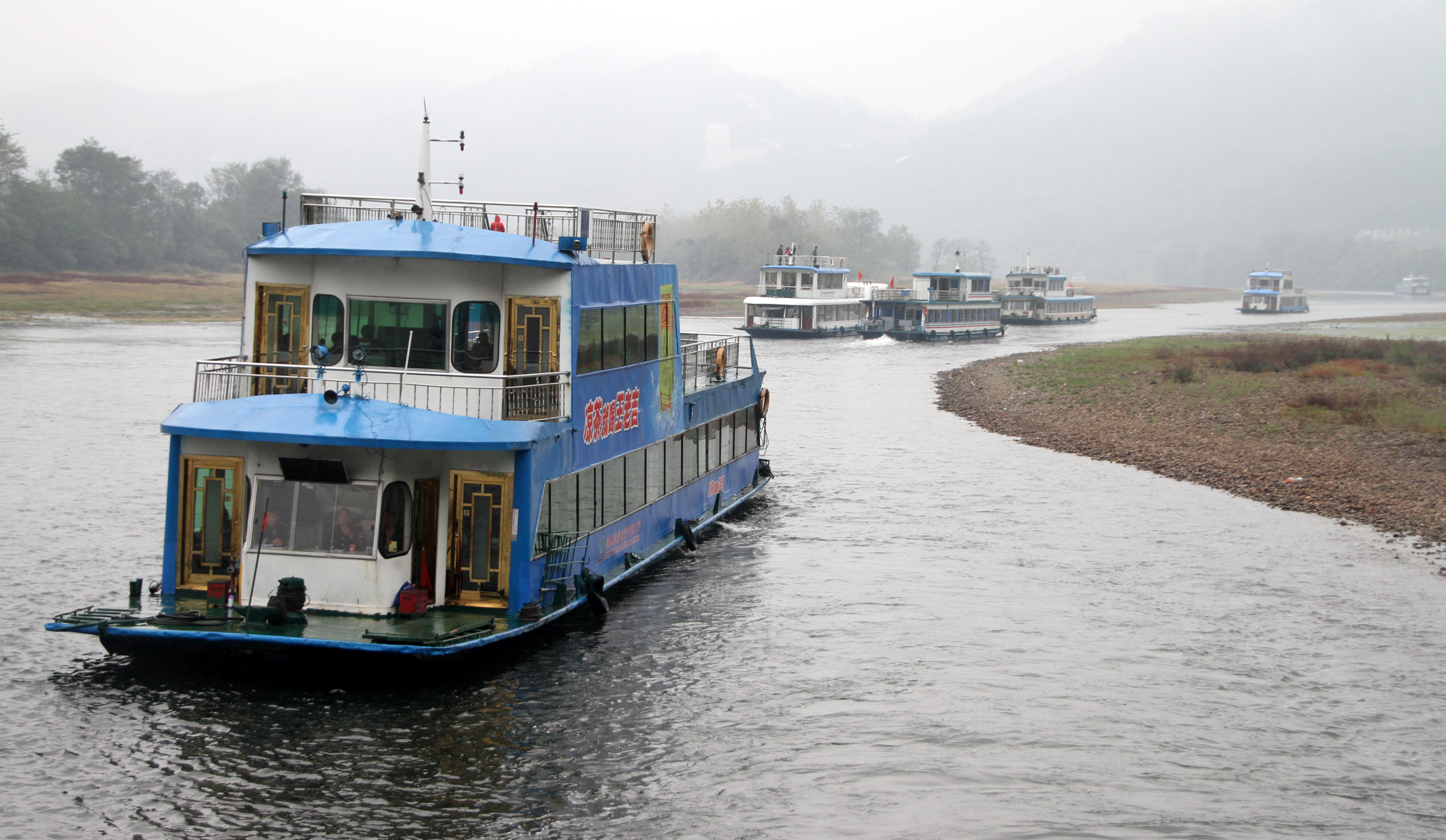
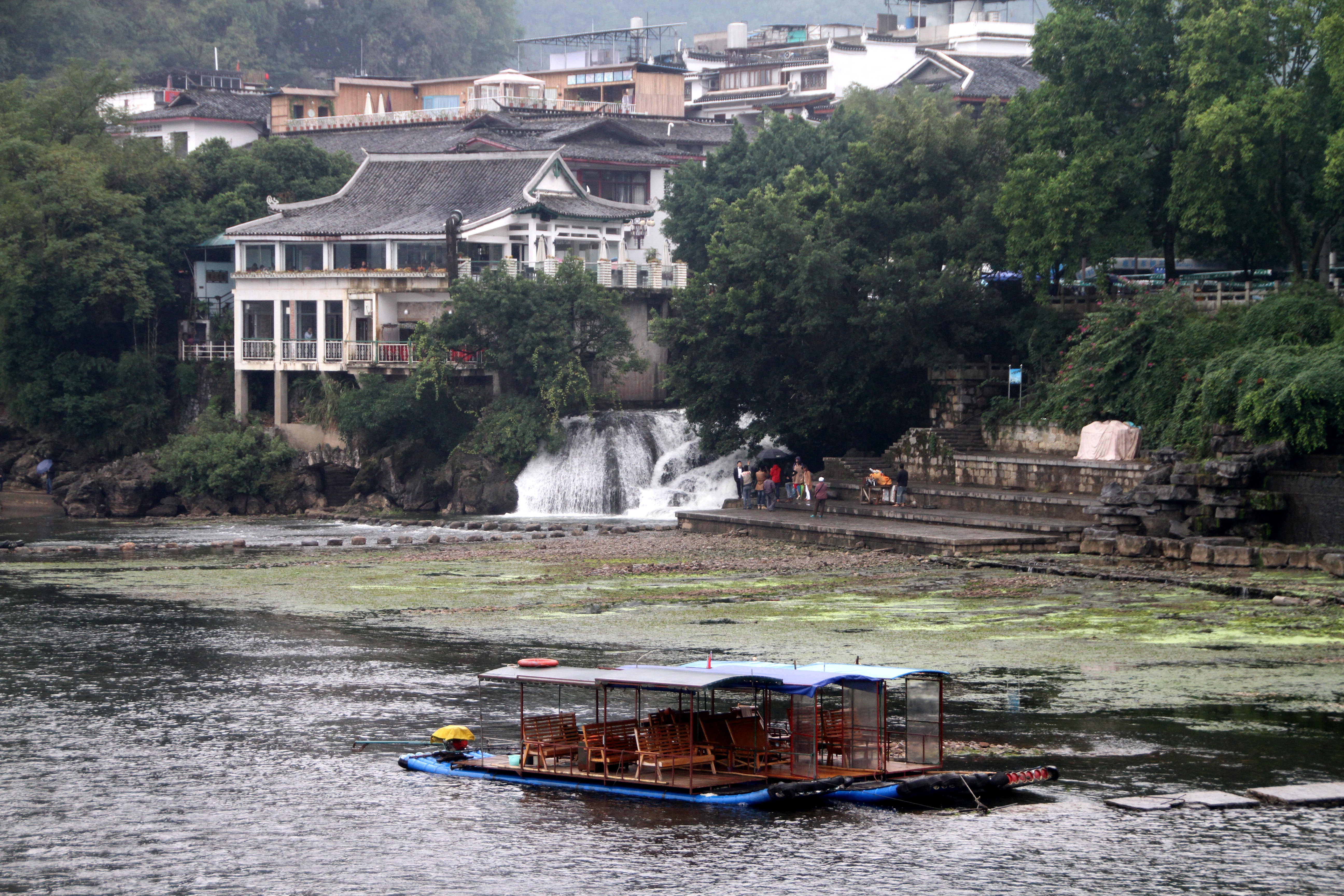